# Agelastica coerulea
Agelastica coerulea es una especie de coleóptero de la familia Chrysomelidae. Fue descrita en 1860 por Baly.